# Moodswinger

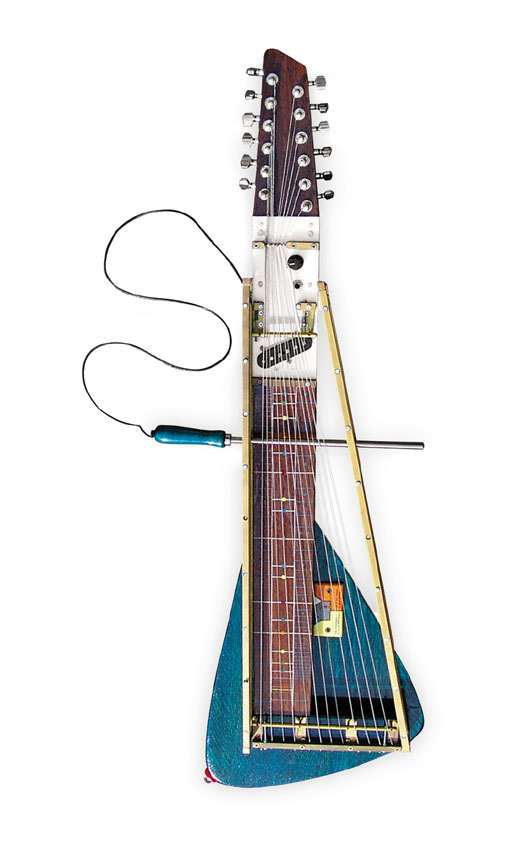
Moodswinger, Yuri Landman, 2006, Liars

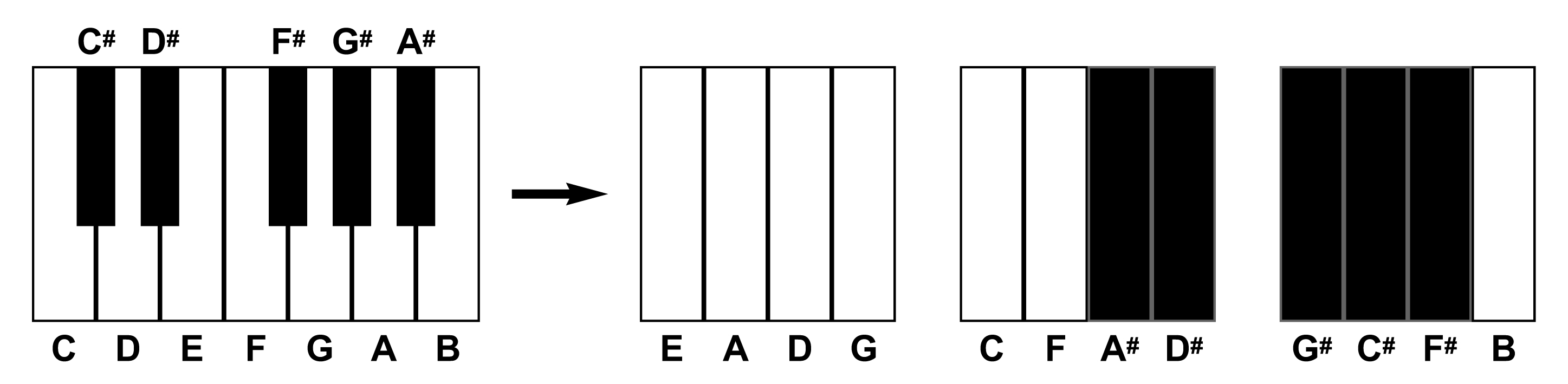
Kvindiring, Moodswinger

Moodswinger este un instrument muzical cu 12 coarde ciupite.
E-A-D-G-C-F-A#-D#-G#-C#-F#-B

## Informație
- Pitchfork Media, 28-09-07
- www. modernguitars.com Arhivat în 10 septembrie 2007, la Wayback Machine.
- Video Yuri Landman Moodswinger & Moonlander (revu.nl), 19-10-2007[nefuncțională]